# Makurazaki

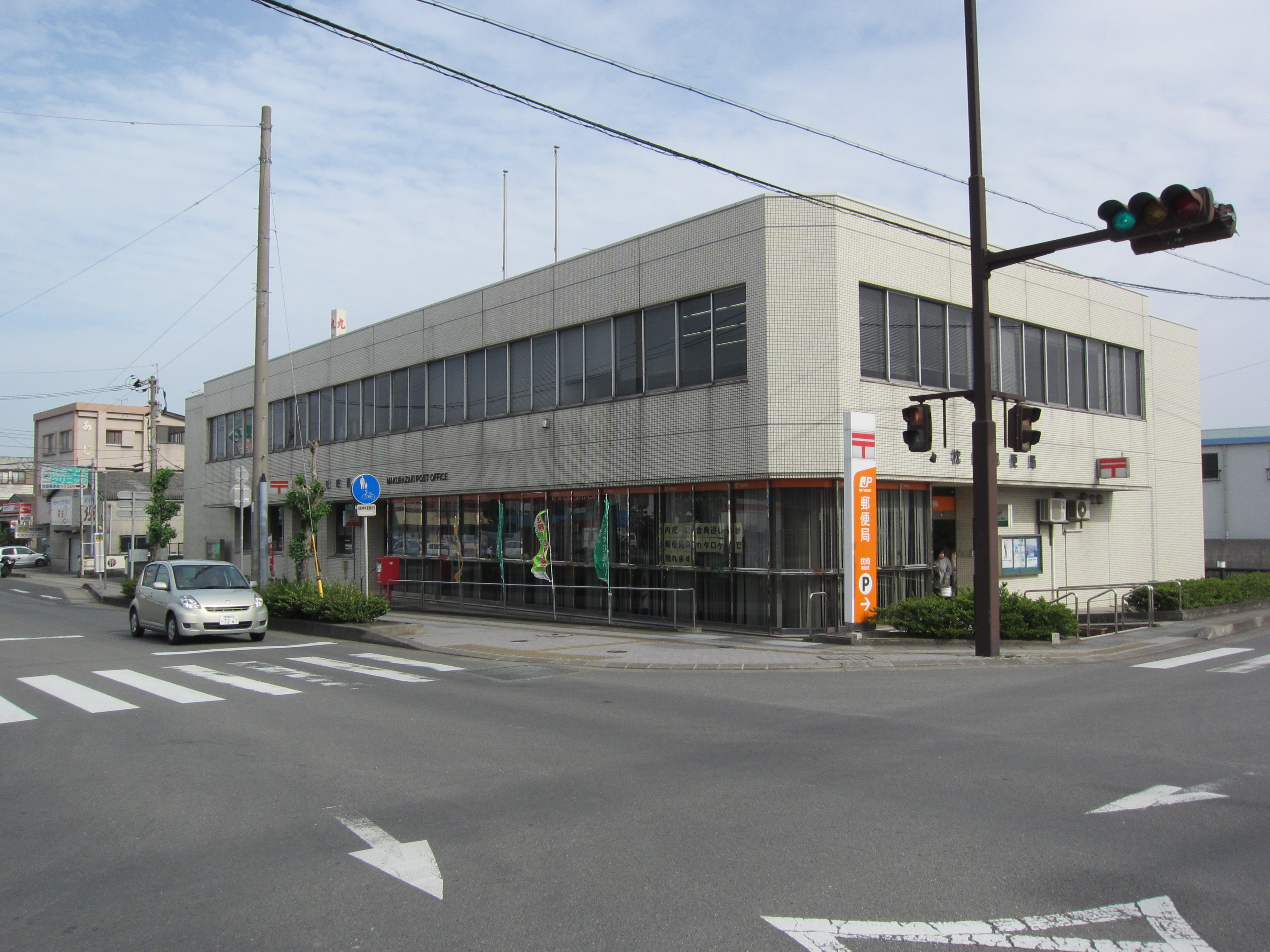
Posthuset i Makurazaki

Makurazaki (japanska: 枕崎市?, Makurazaki-shi)  är en stad i södra Japan belägen i Kagoshima prefektur. Makurazaki fick stadsrättigheter 1949. Det är prefekturens till ytan minsta stad. Makurazaki är slutstation för Japans sydligaste järnvägslinje.